# Ekpeye jezik
Ekpeye jezik (ISO 639-3: ekp; Ekpabya, Ekkpahia, Ekpaffia), jedini jezik istoimene podskupine jezika šire skupine Igboid, kojim govori oko 30,000 pripadnika (1973 SIL) plemena Ekpeye u južnonigerijskoj državi Rivers. Ekpeye je srodan jeziku igbo a ima nekoliko dijalekata: ako, upata, ubye i igbuduya.

## Vanjske poveznice
- Ethnologue (14th)
- Ethnologue (15th)